# زود باش!

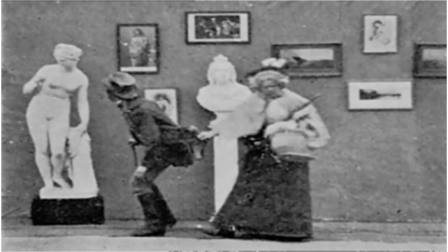
زود باش!

«زود باش!» (انگلیسی: Come Along, Do!) یک فیلم کمدی کوتاه و صامت بریتانیایی به کارگردانی رابرت ویلیام پل است که در سال ۱۸۹۸ منتشر شد. این فیلم نخستین فیلم تاریخ سینماست که بیش از یک نما (شات) دارد.